# Колібрі-німфа малий
Колі́брі-ні́мфа малий (Heliangelus micraster) — вид серпокрильцеподібних птахів родини колібрієвих (Trochilidae). Мешкає в Еквадорі і Перу.

## Опис

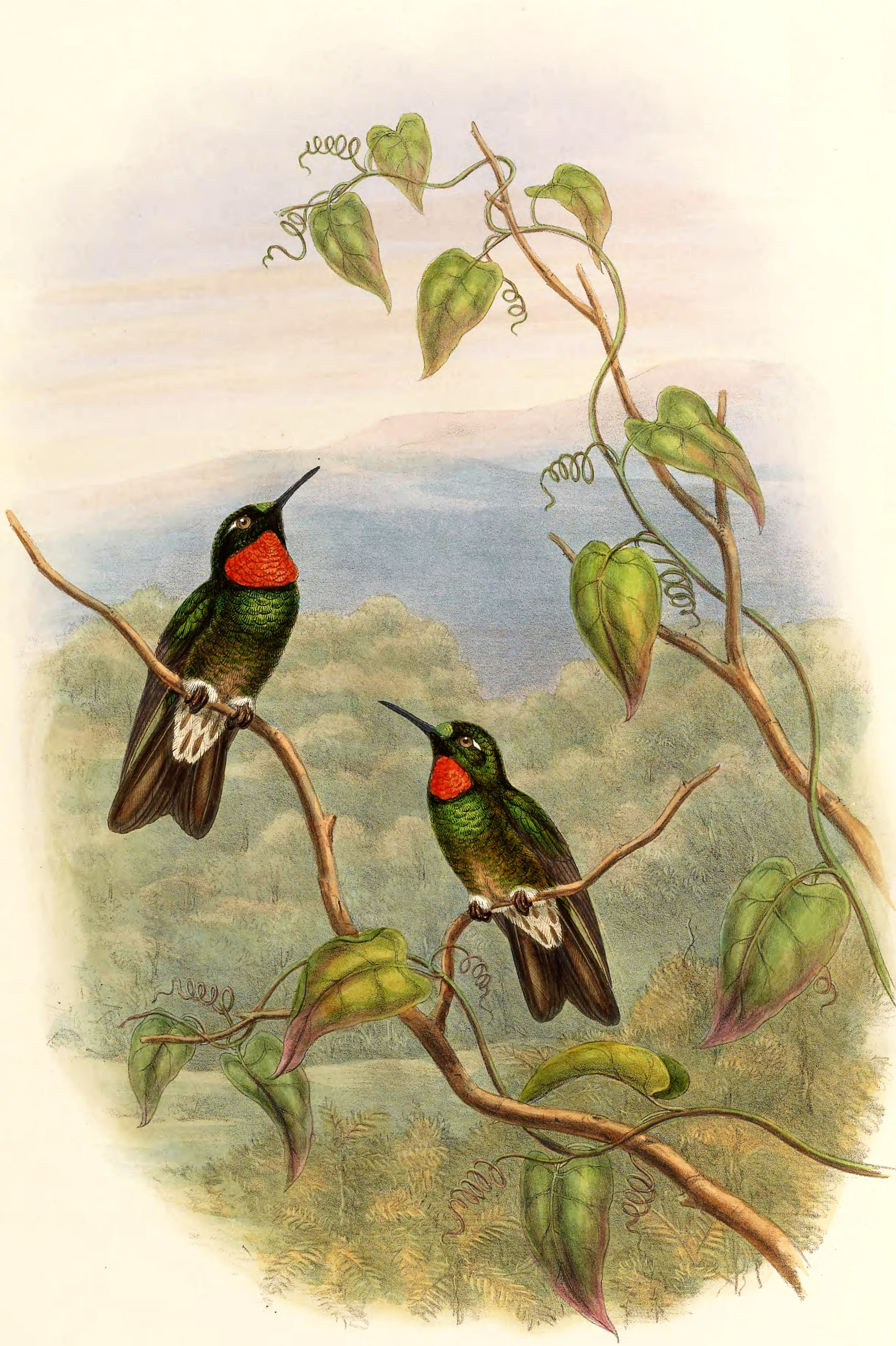
Малі колібрі-німфи

Довжина самців становить 11 см, самиць 9,5-10 см, вага 3,6-4,1 г. У самців верхня частина тіла темно-зелена з металевим відблиском, над дзьобом блискуча синьо-зелена пляма, за очима малопомітні білі плямки. Підборіддя темно-пурпурово-синє, на горлі і верхній частині грудей жовтувато-оранжева пляма з блискучими смарагдово-зеленими краями. Нижня частина грудей темно-зелена з металевим відблиском, живіт сіруватий, гузка білувата. Центральні стернові пера бронзово-зелені, крайні стернові пера синювато-чорні. Дзьоб прямий, чорний, довжиною 15 мм.
У самиць синьо-зелена пляма на обличчі відсутня, підборіддя у них чорнувате, горло біле, поцятковане зеленими або темно-сірими плямками, іноді кількома червонувато-оранжевими плямами. Забарвлення молодих птахів є подібне до забарвлення самиць, однак у молодих самців чорнувата пляма на підборідді відсутня. У самців підвиду H. m. cutervensis пляма на горлі червонувато-оранжева.

## Підвиди
Виділяють два підвиди:
- H. m. micraster Gould, 1872 — східні схили Анд в Еквадорі (на південь від заходу Морона-Сантьяго) і північному Перу;
- H. m. cutervensis (Simon, 1921) — Анди на північному заході Перу (Кахамарка).

## Поширення і екологія
Малі колібрі-німфи живуть у вологих гірських тропічних і хмарних лісах та на узліссях, зокрема в горах Кордильєра-дель-Кондор. Зустрічаються на висоті від 2300 до 3400 м над рівнем моря. Ведуть переважно осілий спосіб життя, під час негніздового періоду зустрічаються у більш широкому висотному діапазоні.
Малі колібрі-німфи живляться нектаром квітучих рослин, а також комахами, яких ловлять в польоті. Під час живлення нектаром птахи чіпляються лапами за суцвіття. Захищають кормові території. Сезон розмноження в Еквадорі триває з січня по травень. В кладці 2 яйця.